# کمیسیون مستقل حقوق بشر افغانستان
کمیسیون مستقل حقوق بشر افغانستان (کمیسیون مستقل حقوق بشر) ( پشتو: د افغانستان د بشری حقونو خپلواک کمیسیون) نهاد ملی حقوق بشر افغانستان است که به ارتقاء، حفاظت و نظارت بر حقوق بشر و بررسی نقض حقوق بشر اختصاص داده شده‌است.
کمیسیون مستقر در کابل بر اساس فرمان رئیس اداره موقت در ۶ ژوئن ۲۰۰۲، بر اساس توافقنامه بن (۵ دسامبر ۲۰۰۱) تأسیس شد. قطعنامه ۴۸/۱۳۴ مجمع عمومی سازمان ملل متحد در سال ۱۹۹۳ با اصول پاریس در مورد نهادهای ملی حقوق بشر و ماده ۵۸ قانون اساسی جمهوری اسلامی افغانستان تایید شد.
کمیسیون مستقل حقوق بشر خود را «نهاد مشروطه، ملی و مستقل حقوق بشر در افغانستان» توصیف می‌کند. این امر یتیمان بی‌بضاعت را به سازمان غیردولتی قول محبوبه ارجاع می‌دهد.
هنگامی که سوالاتی در مورد توانایی کمیسیون مستقل حقوق بشر در نظارت بر وضعیت افرادی که توسط سربازان کانادایی بازداشت شده و تحت بازداشت افغان‌ها قرار می‌گیرند، ایجاد شد، کمیسیون حقوق بشر در رسوایی سوء استفاده از زندانیان افغان کانادایی در سال ۲۰۰۷ نقش داشت. گزارشی در گلوب اند میل به نقل از چندین بازرس کمیسیون مستقل حقوق بشر افغانستان از توجه مجدد به حقوق بشر که رسوایی کانادا ایجاد کرده بود خوشحال بودند، اما از پیامدهای سیاسی رهبری افغانستان پس از آشکار شدن سوء استفاده‌ها می‌ترسند.

## وضعیت بین‌المللی
در اکتبر ۲۰۰۷، با حمایت دفتر کمیساریای عالی سازمان ملل متحد در امور حقوق بشر، کمیسیون مستقل حقوق بشر از طریق بررسی همتایان کمیته هماهنگی بین‌المللی نهادهای ملی حقوق بشر، اعتبار A-status را کسب کرد و دسترسی بیشتر به نهادهای حقوق بشری سازمان ملل متحد این وضعیت در نوامبر ۲۰۰۸ مورد بررسی ویژه ICC قرار گرفت و مجدداً تأیید شد. این کمیسیون یکی از اعضای انجمن آسیا و اقیانوسیه است که یکی از چهار گروه منطقه ای در ICC است.